# Alessandro Aldobrandini
Alessandro Aldobrandini (Florença, 1º de maio de 1667 - Ferrara, 14 de agosto de 1734) foi um cardeal do século XVIII

## Nascimento
Nasceu em Florença em 1º de maio de 1667. De família patrícia. Sétimo dos oito filhos de Giovanni Francesco Aldobrandini e Camilla Pasquali. Ele também está listado como Alender Aldobrandinus. Meio sobrinho do cardeal Baccio Aldobrandini (1652). A família deu à Igreja o Papa Clemente VIII; e os cardeais Giovanni Aldobrandini (1570); Pietro Aldobrandini (1593); Silvestro Aldobrandini, OSIo.Hieros. (1603); e Ippolito Aldobrandini, Jr. (1621).

## Educação
Foi para Roma e estudou no Seminário Romano ; e mais tarde, na Universidade de Pisa, onde doutorou-se in utroque iure , em 19 de dezembro de 1697.

## Juventude
Camareiro privado de Sua Santidade o Papa Inocêncio XII. Cônego da basílica patriarcal da Libéria, Roma, junho de 1696. Referendário dos Tribunais da Assinatura Apostólica da Justiça e da Graça, 14 de maio de 1699. Vice-legado em Ferrara, 1701. Comissário do exército nas cidades de Parma e Piacenza , 1702 até maio de 1706; na época, o ducado de Parma estava ocupado pelos exércitos francês e austríaco; cumpriu os seus deveres com sucesso e com satisfação de todas as partes, especialmente do duque e da sua filha, Lisabetta, mais tarde rainha de Espanha. Clérigo da Reverenda Câmara Apostólica, 21 de outubro de 1706. Governador de Cesi, 1707, que era dependência da Câmara.

## Sacerdócio
Ordenado em 16 de outubro de 1707.

## Episcopado
Eleito arcebispo titular de Rodi, em 7 de novembro de 1707. Assistente no trono pontifício, em 23 de novembro de 1707. Consagrada, em 27 de novembro de 1707, basílica patriarcal de Latrão, pelo cardeal Fabrizio Paolucci, auxiliado por Antonio Francesco Sanvitale, arcebispo titular de Efeso, e por Ulisse Giuseppe Gozzadini, arcebispo titular de Teodosia. Na mesma cerimônia foi consagrado Pier Marcellino Corradini, arcebispo titular de Atene, futuro cardeal. Núncio em Nápoles, 20 de dezembro de 1707. Núncio em Veneza, 23 de setembro de 1713. Núncio na Espanha, 1º de julho de 1720.

## Cardinalato
Criado cardeal sacerdote no consistório de 2 de outubro de 1730; com um breve apostólico de 3 de outubro de 1730, o papa enviou-lhe o barrete vermelho; recebeu o chapéu vermelho em 19 de julho de 1731; e o título de Ss. Quattro Coronati, 3 de setembro de 1731. Legado em Ferrara, 11 de dezembro de 1730 (ou 3 de agosto de 1731) até sua morte. Ele era um erudito que protegia os literatos.

## Morte
Morreu em Ferrara em 14 de agosto de 1734, vítima de gota. Exposto e sepultado na igreja de S. Girolamo das Carmelitas Descalças, Ferrara.